# Brigitta Cimarolli
Brigitta Cimarolli (* 11. November 1958 in Salzburg) ist ein österreichisches Fotomodell und Schauspielerin, Cimarolli spielte auch regional erfolgreich Schach.

## Leben
Brigitta Cimarolli nahm mit 17 Jahren an Miss-Wahlen teil. Mit 18 wurde sie zur Miss Salzburg und zur Miss Young International in Tokio gewählt. In der deutschen Ausgabe des Playboy vom November 1977 wurde sie mit den Maßen 90-60-90 und 58 kg bei 172 cm Größe das Playmate des Monats.
In der deutschen Ausgabe des Penthouse vom September 1983 war sie das Penthouse Girl. Daneben zierte sie auch die Cover von Neue Revue, Lui, Oui, Exklusiv, Star Ladies, Sexy, Cover Girls, New York, High Society, Quick, Excelsior, Stern, Bunte, dem 85er Katalog von D&W, dem Katalog von Underfashion und posierte in diversen Fernsehproduktionen. Im August 2012 wurde Brigitta Cimarolli von Stefan Dokoupil neuerlich für Penthouse fotografiert. 
1983 war sie in der seichten Produktion Taifun der Zärtlichkeit (alternativer Titel: Die Geschichte der Puppen) zu sehen, der – so scheint es – gleichzeitig das Ende der Münchner Produktionsfirma Geiselgasteig Film GmbH bedeutete. 1985 trat sie im deutschen Dessous-Werbestreifen Ein Sommernachtstraum auf. 1986 machte sie bei der schwedischen Hardrock-Gruppe Treat im Video zu World of Promises mit. Zusammen mit Falco war sie 1984 im Video No Answer (Hallo Deutschland) zu sehen, 1998 in Falco – Hoch wie nie. Mitte 2006 erschien unter dem Titel Girls in Action eine Sammlung von Softpornos, in der unter anderem der oben genannte 1985er Streifen Ein Sommernachtstraum enthalten ist.
Im Schach errang Cimarolli den Titel der Schachlandesmeisterin von Salzburg. Ihre Spielstärke lag bei einer nationalen Elo-Zahl von etwa 1700. Gegen Schachweltmeister Anatoli Karpow erzielte sie im Simultanschach zwei Unentschieden bei einer Niederlage.

## Filmografie
- 1984: Falco – Helden von heute
- 1984: Taifun der Zärtlichkeit (The Story of the Dolls)
- 1985: Ein Sommernachtstraum